# Barbara Pravi
Barbara Pravi, à l’état civil Barbara Pjević, née le 10 avril 1993 à Paris, est une auteure-compositrice-interprète française.
Elle est révélée par sa participation au spectacle Un été 44 en 2016.
Elle représente la France au Concours Eurovision de la chanson 2021 avec sa chanson Voilà, terminant en deuxième position au classement final (derrière le groupe italien Måneskin). C’est le meilleur classement français au concours international depuis 1991.
Elle est désignée révélation féminine de l’année lors de la cérémonie des Victoires de la Musique 2022. Elle est également connue pour s'engager en faveur des droits des femmes, publiant depuis 2022 une nouvelle chanson chaque 8 mars, à l'occasion de la journée internationale des droits des femmes.

## Biographie
Barbara Pravi est née à Paris et vit dix ans à Montmartre, aux Abbesses, de parents français d'origine serbe et iranienne. Son nom de famille est Piévic, en cyrillique serbe Пјевић (Pjević).
Elle grandit au sein d'une famille d'artistes, au milieu des livres et de la musique.

## Carrière

### Débuts
C'est en 2015 que Barbara Pravi est repérée par Capitol Records où elle signe son tout premier contrat.
En janvier 2016, elle interprète On m'appelle Heidi, la version française du générique du film Heidi, une adaptation de 2015, sortie en France en 2016, de deux célèbres romans pour enfants.
Elle sort son premier single Pas grandir en 2017 ; il sera inclus dans son premier EP paru en 2017. Cette même année, elle obtient son premier rôle de comédienne dans un téléfilm intitulé La Sainte Famille, réalisé par Marion Sarraut et diffusé en décembre 2019 sur France 2.
Fin 2017 et début 2018, elle assure 23 dates en première partie de la tournée 55 Tour de Florent Pagny avec en point d'orgue un concert à l'Accor Hotels Arena, à Paris, le 5 mars devant 19 000 personnes.
Fin 2018, souhaitant reprendre la main sur la production et mettre plus en avant son amour de la chanson française au détriment de l'aspect pop qui avait dominé le premier album, elle rompt avec son équipe initiale et commence à travailler avec sa nouvelle manager Élodie Papillon Filleul.
Parallèlement à l'écriture et la composition de ses propres titres, elle écrit pour de nombreux autres artistes comme Yannick Noah, Julie Zenatti, Chimène Badi, Jaden Smith, Florent Pagny, Louane, Angelina, etc. Barbara Pravi et Igit cumulent à eux deux plus de 135 millions de vues sur YouTube avec leurs compositions pour les Kids.
En février 2020, elle sort un nouvel EP de cinq titres Reviens pour l'hiver dont elle est auteure, compositrice et coréalisatrice.
À l'occasion du 8 mars 2021, journée internationale du droit des femmes, elle sort un nouvel EP composé de six titres Les Prières. Ce sont six chansons qui se nomment « prières » qu'elle définit comme « six chansons, six prières faites seule, six textes qui ont le goût de l'indépendance, du calme, des évasions et de la tendresse. De la douceur, de l'amour, des prières pour les autres, pour soi, pour tout ce qui nous entoure, et même ce qu'on ne voit pas. »
En septembre 2021, Pravi sort son premier album, intitulé On n'enferme pas les oiseaux, comprenant 11 titres dont la chanson Voilà, avec laquelle elle a obtenu la deuxième place du concours Eurovision de la chanson 2021.
En novembre 2021, elle publie un second EP de prières intitulé Prières - racines, dans lequel elle invite des artistes, notamment Golshifteh Farahani, Silly Boy Blue, Irma, Lubiana, November Ultra, à partager un titre de l'EP. En décembre 2021, elle est la seule artiste française sélectionnée par Apple Music dans la playlist Reprises de Noël 2021 en arrangeant et chantant l'Ave Maria de Charles Aznavour dont elle réalise aussi les chœurs.
En janvier 2022, elle fait partie des trois nommées, avec Silly Boy Blue et L'Impératrice, dans la catégorie « Révélation » des Victoires de la musique. Le 11 février 2022, elle est désignée révélation féminine de l’année lors de cette cérémonie.
Le 6 septembre 2024, Barbara Pravi sort son deuxième album, intitulé La Pieva. Une tournée française et internationale débute le 28 septembre 2024 au 6MIC d'Aix-en-Provence. Le Monde note que la tournée « fait un tabac » aux Pays-Bas, où elle se produit à treize reprises.
En 2025, elle incarne Marie Dorval, l'amante de George Sand, dans La Rebelle : les Aventures de la jeune George Sand, une série télévisée franco-belge réalisée par Rodolphe Tissot.

### Participation(s) à l'Eurovision
En 2019 et 2020, elle écrit avec Igit les chansons Bim bam toi et J'imagine qui représentent la France respectivement au Concours Eurovision de la chanson Junior 2019 et 2020. Bim bam toi, chantée par Carla, termine cinquième du classement et J'Imagine, interprétée par Valentina, gagne le concours 2020 avec 200 points en tête aussi bien auprès du jury professionnel que des téléspectateurs. Bim Bam toi, reprise des millions de fois sur TikTok, leur a valu le premier TikTok d'or de l'histoire.

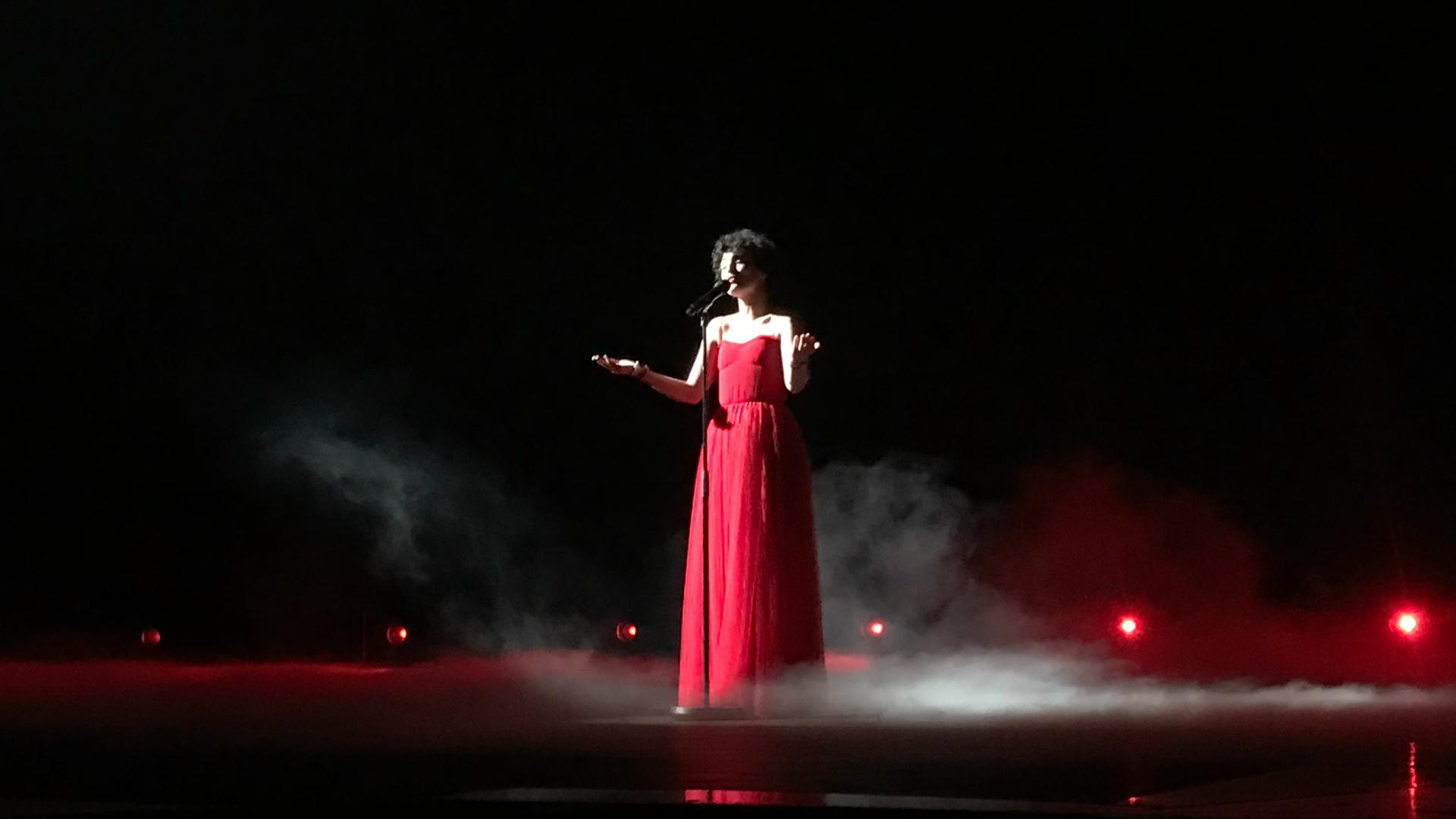
Barbara Pravi à l'Eurovision Junior 2021.

En 2020, après avoir décliné plusieurs sollicitations pour être candidate au Concours Eurovision de la chanson — ne se sentant pas prête — elle participe à l'émission Eurovision France, c'est vous qui décidez !, sur France 2, qui sélectionne l'artiste français pour le Concours Eurovision de la Chanson 2021 avec la chanson Voilà, écrite et composée avec Igit. Le 30 janvier 2021, elle gagne Eurovision France, c'est vous qui décidez ! en finissant première des votes du jury et des téléspectateurs avec un total de 204 points (104 points du jury et 100 points du public).
Elle représente la France au Concours Eurovision de la chanson 2021 à Rotterdam aux Pays-Bas,, en direct sur France 2 le 22 mai 2021. À la suite de son interprétation lors de la sélection nationale, le compositeur André Manoukian a déclaré « Elle ramasse la flèche laissée par Édith Piaf ou Barbara et l'envoie encore plus loin. ». À l'issue d'un vote mouvementé, la France termine à la deuxième place de l'Eurovision 2021 avec 499 points (248 des jurys professionnels + 251 du télévote), derrière l'Italie avec 524 points (206 jurys + 318 télévote) représentée par le groupe Måneskin et sa chanson Zitti e buoni. Barbara Pravi obtient le plus grand nombre de points pour la France depuis la création du concours et offre au pays son meilleur classement depuis Amina en 1991.
En 2022, elle co-écrit, avec Frédéric Chateau, la chanson Oh Maman ! interprétée par le jeune Français Lissandro, le représentant de la France au Concours Eurovision de la chanson junior. Remportant le concours, celui-ci offre à la France une deuxième victoire à l'Eurovision junior, deux ans après Valentina dont la chanson J'imagine est également co-écrite par Barbara Pravi.
En 2025, sa reprise de Voyage, voyage apparaît au générique de fin du film On ira.

## Textes et influences
Barbara Pravi assure l’écriture de tous ses textes qui sont en grande partie autobiographiques, comme Deda (grand-père en serbe) qui retrace l'histoire de sa famille ou Chair (sur l'avortement),. Ses influences sont surtout Barbara mais aussi Jacques Brel, Georges Brassens, Françoise Hardy, Aragon.

## Phrasé
Barbara Pravi roule légèrement et naturellement les « r ». Elle a conservé cette prononciation dans ses chansons en affirmant : « Ce n’était pas fait exprès mais c’est quelque chose que j’aime beaucoup, du coup tant mieux ! ».

## Engagements

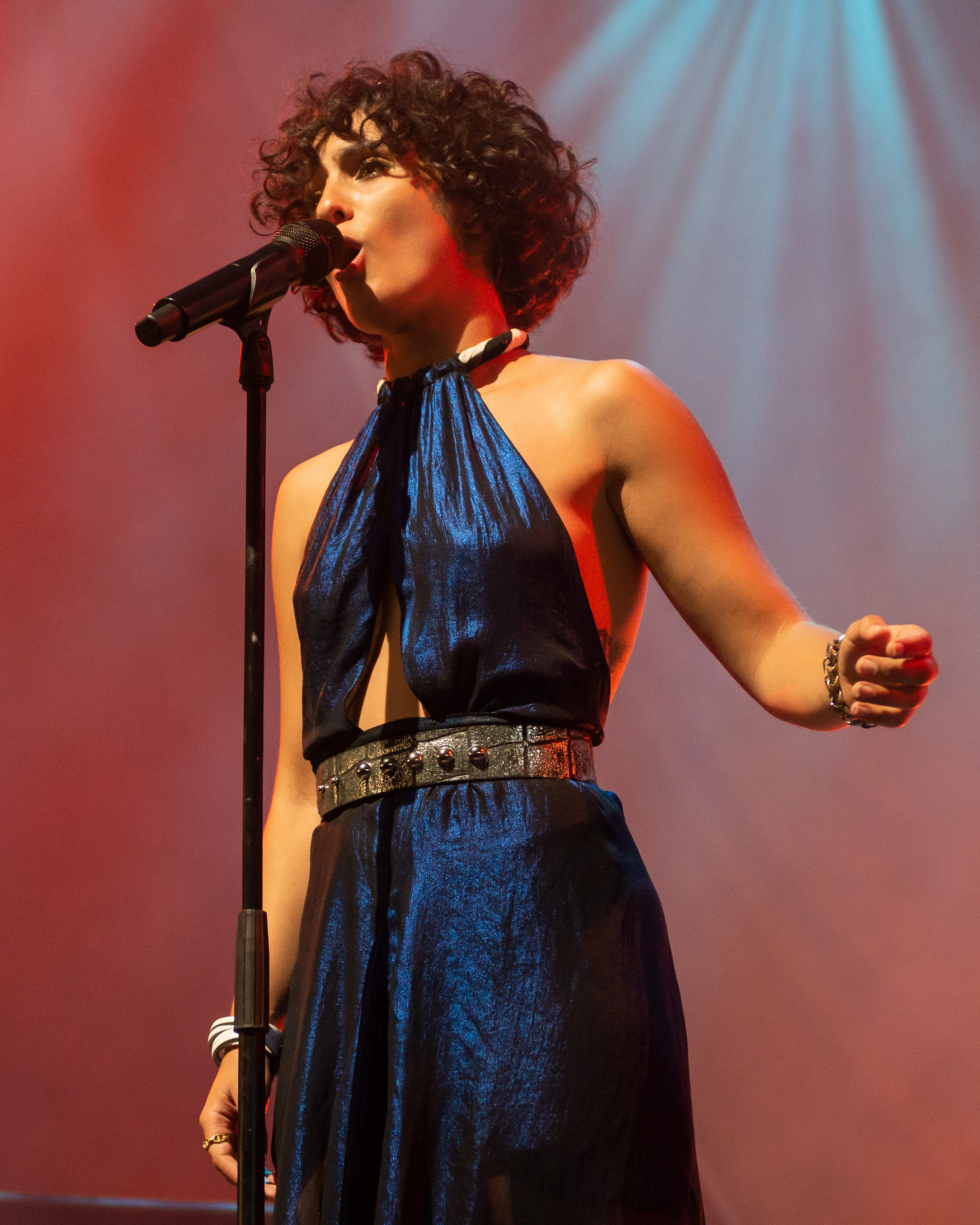
Barbara Pravi au festival des Grandes Marées, juillet 2022.

Barbara Pravi est très impliquée dans la lutte contre les violences faites aux femmes, ayant elle-même été confrontée à des violences conjugales, et s'engage fortement en faveur des droits des femmes. Elle enregistre au sein d'un collectif de 39 femmes le titre Debout les femmes, hymne du Mouvement de libération des femmes,. De 2018 à 2020, le 8 mars de chaque année, elle met en ligne une vidéo dans laquelle elle adapte ou crée un titre valorisant les droits et l'autonomie des femmes. En 2018, elle réécrit une version de la chanson Kid d'Eddy de Pretto ; en 2019, elle publie une version féminine de Notes pour trop tard d'Orelsan en le mixant avec son titre le Malamour (les droits générés étant reversés à l'association La Maison des Femmes) ; en 2020, elle écrit Chair, qui parle de l'avortement.
Depuis 2022, elle publie chaque année de nouvelles chansons le 8 mars, à l'occasion de la journée internationale des droits des femmes.
En 2019, le rappeur Black M lui demande d'être la voix d'une femme maltraitée par son compagnon dans son titre Pervers narcissique.[réf. nécessaire] La même année, elle évoque son parcours, et comment elle a su trouver la confiance en elle, dans le cadre d'un TEDx.
Sur Instagram, elle publie régulièrement depuis 2020 des Histoires de femmes, pour mettre en lumière de manière humoristique des femmes quelque peu oubliées de l'Histoire (Rosemary Kennedy, Zelda Sayre-Fitzgerald, Dido Elizabeth Belle).

## Discographie

### Singles
- 2016 : On m'appelle Heidi
- 2017 : Pas grandir
- 2018 : L'Automne avant l'heure (You Are The Reason) (feat. Calum Scott)
- 2019 : Le Malamour
- 2020 : Reviens pour l'hiver
- 2020 : Personne d'autre que moi
- 2020 : Chair
- 2021 : Le jour se lève
- 2021 : L'homme et l'oiseau
- 2021 : Saute
- 2022 : Voilà
- 2022 : Prière pour soi
- 2022 : 365
- 2023 : Lève-toi
- 2024 : Bravo
- 2024 : Marianne (feat. Golshifteh Farahani)
- 2024 : Exister
- 2024 : La Pieva (Chez moi)
- 2025 : l'exil et l'asile
- 2025 : Des éclats dans les nuages

## Collaborations, reprises et duos
- 2018 : Barbara Pravi et Calum Scott chantent Something Stupid (Frank & Nancy Sinatra) dans l'émission Taratata
- 2018 : participation au collectif Debout les femmes dirigé par Brigitte et comprenant entre autres Olivia Ruiz, La Grande Sophie, Jennifer Ayache, Élodie Frégé, Agnès Jaoui, Barbara Carlotti, Pomme…
- 2018 : écriture de L'un près de l'autre de Noée
- 2018 : réécriture de Kid d'Eddy de Pretto
- 2019 : réécriture de Notes pour trop tard d’Orelsan
- 2019 : écriture et composition de Maman me dit, Ma voie, et C'est si beau ici, sur l'album Ma voie d'Angelina
- 2019 : écriture et composition de Ma Baraka sur l'album Bleu Indigo de Yannick Noah
- 2019 : écriture de Ce qui m'anime pour l'album Chimène Badi de la chanteuse éponyme
- 2020 : arrangements pour l'album Les Forces contraires de Terrenoire
- 2020 : Barbara Pravi et Gaëtan Roussel reprennent Foule sentimentale d'Alain Souchon - dans Taratata
- 2021 : Barbara Pravi et Carla Bruni reprennent Ma plus belle histoire d'amour de Barbara à l'Opéra de Varsovie dans le cadre du Gala French Touch.
- 2022 : Barbara Pravi a collaboré avec Fatoumata Diawara avec une chanson originale intitulée Tama présentée sur Culturebox.
- 2023 : Lève-toi avec la chanteuse tunisienne Emel Mathlouthi.

## Filmographie

### Cinéma
- 2024 : Finalement de Claude Lelouch : Barbara

### Télévision
- 2019 : La Sainte famille de Marion Sarraut : Marion (téléfilm)
- 2022 : Nos terres inconnues : elle-même (émission documentaire)
- 2023 : Adieu vinyle de Josée Dayan : Florence (téléfilm)
- 2025 : La Rebelle : Les Aventures de la jeune George Sand : Marie Dorval (mini-série)

## Récompenses
- 2021
  - Concours Eurovision de la chanson - prix Marcel Bezençon : 
    - Prix de la presse
    - Prix de la meilleure performance artistique

  - Prix Sacem Rolf Marbot de la chanson française de l'année avec Voilà[47]
  - Disque single de platine (mondial) pour Voilà
  - W9 d'or de la révélation féminine de l'année[48]
  - deuxième place au Concours Eurovision de la chanson 2021
- 2022
  - Victoires de la musique : Révélation féminine
  - Disque single d'or (France) pour Voilà
  - 100 000 abonnés sur YouTube - bouton de lecture argenté[pertinence contestée]
- 2023 : Single de Platine pour Voila
- 2024 : Disque d’Or pour On n’enferme pas les oiseaux